# Cathédrale Saint-Grégoire-l'Illuminateur de Rostov-sur-le-Don
Cette  cathédrale n’est pas la seule cathédrale Saint-Grégoire-l'Illuminateur.
La cathédrale Saint-Grégoire-l’Illuminateur (en arménien : Սուրբ Գրիգոր Լուսավորիչ տաճար, en russe : Собор Григория Просветителя ou Сурб Григор Лусаворич) est une ancienne cathédrale arménienne de Nakhitchevan-sur-le-Don (par la suite Rostov-sur-le-Don, oblast de Rostov) construite de 1783 à 1807 et détruite au milieu des années 1960.

## Histoire
Depuis le XVIIIe siècle une importante communauté arménienne est réside sur les rives du Don dans la ville de Nakhitchevan-sur-le-Don. Une première église en bois dédiée à saint Grégoire l’Illuminateur est érigée dans le quartier du bazar de Nakhitchevan. En 1783 débute la construction d’une nouvelle cathédrale sur la place centrale de la ville.
L’architecte Ivan Starov, auteur du palais de Tauride à Saint-Pétersbourg, dessina les plans d’une cathédrale en style néoclassique (à dominante dorique). Les travaux durent plus longtemps que prévu initialement — jusqu’en 1807.

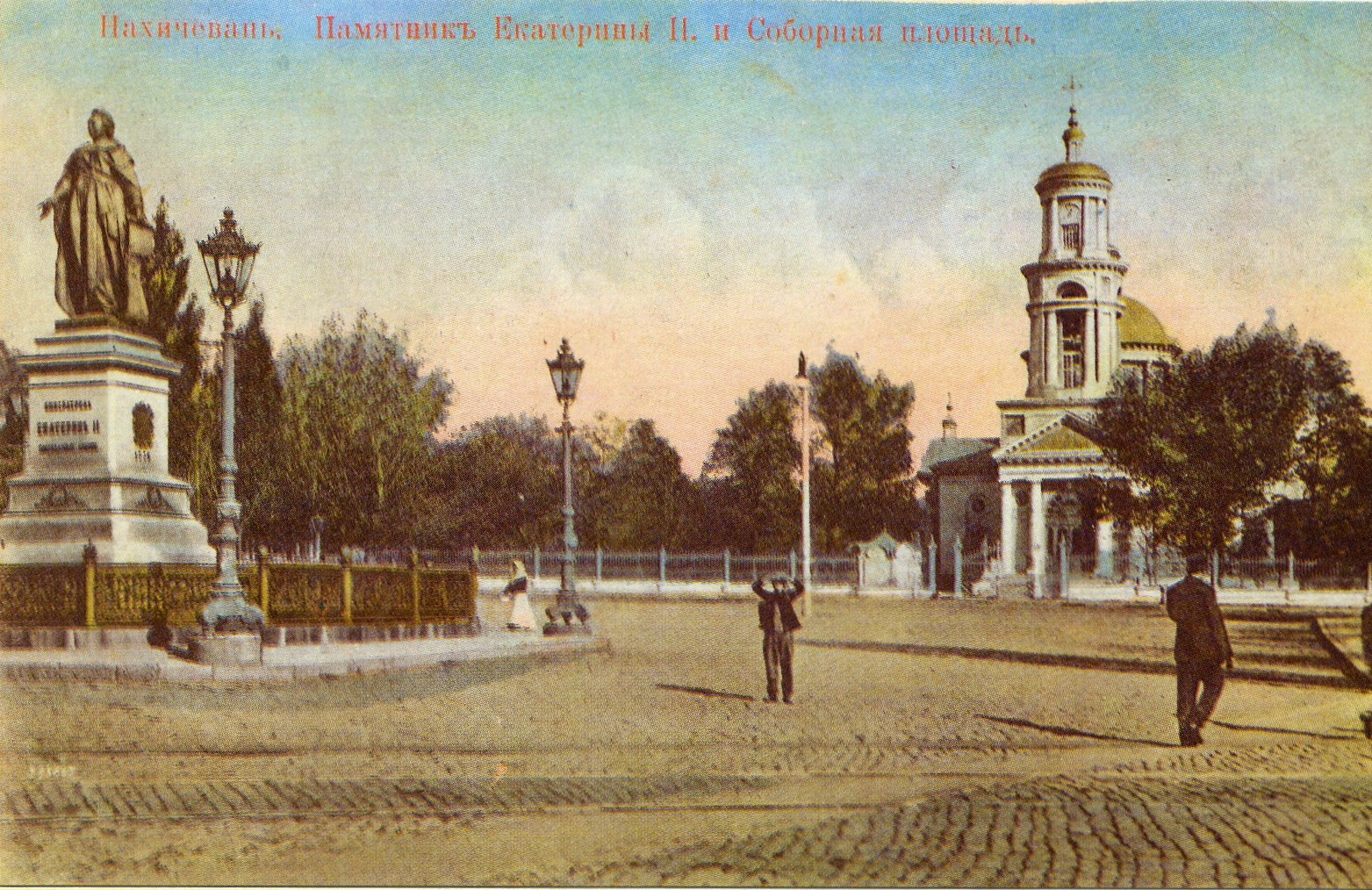
Cathédrale et monument à Catherine II, vers 1900.

En 1894 un monument à Catherine II est érigé sur la place devant la cathédrale.
La cathédrale est fermée par les autorités soviétiques dans les années 1930. Pendant l’occupation allemande en 1942 les services religieux reprennent mais la cathédrale est de nouveau fermée en 1950. Elle est détruite au milieu des années 1960.
De 2005 à 2011 une nouvelle église de la Résurrection est érigée à l’emplacement de la cathédrale.